# Óperzsa ékjelek listája
Az óperzsa írás jelkészletének legteljesebb forrásai a behisztuni felirat és a perszepoliszi feliratok.
Figyelem: az ékjelek csak telepített FreeSerif unicode jelkészlettel láthatók.

## Jellista
| jel1                                                   | jel2 | hangzósítás      | magyar ejtésközelítő | unicode  |
| ------------------------------------------------------ | ---- | ---------------- | -------------------- | -------- |
| 𐎠                                                      | 𐎠    | a                | a                    | U+103A0; |
| 𐎡                                                      | 𐎡    | i                | i                    | U+103A1; |
| 𐎢                                                      | 𐎢    | u                | u                    | U+103A2; |
| 𐎣                                                      | 𐎣    | ka               | ka                   | U+103A3; |
| 𐎤                                                      | 𐎤    | ku               | ku                   | U+103A4; |
| 𐎥                                                      | 𐎥    | ga               | ga                   | U+103A5; |
| 𐎦                                                      | 𐎦    | gu               | gu                   | U+103A6; |
| 𐎧                                                      | 𐎧    | xa               | (k)ha                | U+103A7; |
| 𐎨                                                      | 𐎨    | ca               | csa                  | U+103A8; |
| 𐎩                                                      | 𐎩    | ja               | dzsa                 | U+103A9; |
| 𐎪                                                      | 𐎪    | ji               | dzsi                 | U+103AA; |
| 𐎫                                                      | 𐎫    | ta               | ta                   | U+103AB; |
| 𐎬                                                      | 𐎬    | tu               | tu                   | U+103AC; |
| 𐎭                                                      | 𐎭    | da               | da                   | U+103AD; |
| 𐎮                                                      | 𐎮    | di               | di                   | U+103AE; |
| 𐎯                                                      | 𐎯    | du               | du                   | U+103AF; |
| 𐎰                                                      | 𐎰    | θa               | tha                  | U+103B0; |
| 𐎱                                                      | 𐎱    | pa               | pa                   | U+103B1; |
| 𐎲                                                      | 𐎲    | ba               | ba                   | U+103B2; |
| 𐎳                                                      | 𐎳    | fa               | fa                   | U+103B3; |
| 𐎴                                                      | 𐎴    | na               | na                   | U+103B4; |
| 𐎵                                                      | 𐎵    | nu               | nu                   | U+103B5; |
| 𐎶                                                      | 𐎶    | ma               | ma                   | U+103B6; |
| 𐎷                                                      | 𐎷    | mi               | mi                   | U+103B7; |
| 𐎸                                                      | 𐎸    | mu               | mu                   | U+103B8; |
| 𐎹                                                      | 𐎹    | ya               | ja                   | U+103B9; |
| 𐎺                                                      | 𐎺    | va               | va                   | U+103BA; |
| 𐎻                                                      | 𐎻    | vi               | vi                   | U+103BB; |
| 𐎼                                                      | 𐎼    | ra               | ra                   | U+103BC; |
| 𐎽                                                      | 𐎽    | ru               | ru                   | U+103BD; |
| 𐎾                                                      | 𐎾    | la               | la                   | U+103BE; |
| 𐎿                                                      | 𐎿    | sa               | sza                  | U+103BF; |
| 𐏀                                                      | 𐏀    | za               | za                   | U+103C0; |
| 𐏁                                                      | 𐏁    | ša               | sa                   | U+103C1; |
| 𐏂                                                      | 𐏂    | ça               | szja                 | U+103C2; |
| 𐏃                                                      | 𐏃    | ha               | ha                   | U+103C3; |
| 𐏈                                                      | 𐏈    | auramazdā (AM1)  | am                   | U+103C8; |
| 𐏉                                                      | 𐏉    | auramazdā (AM2)  | am                   | U+103C9; |
| 𐏊                                                      | 𐏊    | aumazdāha (AMha) | amha                 | U+103Ca; |
| 𐏋                                                      | 𐏋    | xšāyaθiya- (XŠ)  | (k)hs                | U+103CB; |
| 𐏌                                                      | 𐏌    | dahyu- (DH2)     | dh                   | U+103CC; |
| 𐏌                                                      | 𐏌    | baga- (BG)       | bg                   | U+103CC; |
| 𐏍                                                      | 𐏍    | būmi- (BU)       | bu                   | U+103CD; |
| 𐏐                                                      | 𐏐    | központozó jel   | –                    | U+103D0; |
| 𐏑                                                      | 𐏑    | 1                |                      | U+103D1; |
| 𐏒                                                      | 𐏒    | 2                |                      | U+103D2; |
| 𐏓                                                      | 𐏓    | 10               |                      | U+103D3; |
| 𐏔                                                      | 𐏔    | 20               |                      | U+103D4; |
| 𐏕                                                      | 𐏕    | 100              |                      | U+103D5; |
| 1A bisitun fontkészlettel 2A persepolis fontkészlettel |      |                  |                      |          |

## Unicode-térkép

### Bisitun fontkészlet
|         | 0 | 1 | 2 | 3 | 4 | 5 | 6 | 7 | 8 | 9 | A | B | C | D | E | F |
| ------- | - | - | - | - | - | - | - | - | - | - | - | - | - | - | - | - |
| U+103Ax | 𐎠 | 𐎡 | 𐎢 | 𐎣 | 𐎤 | 𐎥 | 𐎦 | 𐎧 | 𐎨 | 𐎩 | 𐎪 | 𐎫 | 𐎬 | 𐎭 | 𐎮 | 𐎯 |
| U+103Bx | 𐎰 | 𐎱 | 𐎲 | 𐎳 | 𐎴 | 𐎵 | 𐎶 | 𐎷 | 𐎸 | 𐎹 | 𐎺 | 𐎻 | 𐎼 | 𐎽 | 𐎾 | 𐎿 |
| U+103Cx | 𐏀 | 𐏁 | 𐏂 | 𐏃 | – | – | – | – | 𐏈 | 𐏉 | 𐏊 | 𐏋 | 𐏌 | 𐏍 | 𐏎 | 𐏏 |
| U+103Dx | 𐏐 | 𐏑 | 𐏒 | 𐏓 | 𐏔 | 𐏕 | – | – | – | – | – | – | – | – | – | – |

### Persepolis fontkészlet
|         | 0 | 1 | 2 | 3 | 4 | 5 | 6 | 7 | 8 | 9 | A | B | C | D | E | F |
| ------- | - | - | - | - | - | - | - | - | - | - | - | - | - | - | - | - |
| U+103Ax | 𐎠 | 𐎡 | 𐎢 | 𐎣 | 𐎤 | 𐎥 | 𐎦 | 𐎧 | 𐎨 | 𐎩 | 𐎪 | 𐎫 | 𐎬 | 𐎭 | 𐎮 | 𐎯 |
| U+103Bx | 𐎰 | 𐎱 | 𐎲 | 𐎳 | 𐎴 | 𐎵 | 𐎶 | 𐎷 | 𐎸 | 𐎹 | 𐎺 | 𐎻 | 𐎼 | 𐎽 | 𐎾 | 𐎿 |
| U+103Cx | 𐏀 | 𐏁 | 𐏂 | 𐏃 | – | – | – | – | 𐏈 | 𐏉 | 𐏊 | 𐏋 | 𐏌 | 𐏍 | 𐏎 | 𐏏 |
| U+103Dx | 𐏐 | 𐏑 | 𐏒 | 𐏓 | 𐏔 | 𐏕 | – | – | – | – | – | – | – | – | – | – |